# Szopránok listája
Szopranista vagy a női, vagy a férfi szoprán. A nőknél általában csak a szimpla szoprán jelölést használjuk, férfiaknál kontratenor.

## Ismert női szopránok

### Magyar szopránok
- Bokor Margit
- Kuti Ágnes
- Marton Éva
- Miklósa Erika
- Rálik Szilvia
- Rost Andrea

### Külföldi szopránok
- June Anderson
- Arleen Augér
- Ariana Grande
- Isobel Baillie
- Elisabetta Barbato
- Cecilia Bartoli
- Kathleen Battle
- Sarah Beckers
- Erna Berger
- Maria Bisso
- Barbara Bonney
- Catherine Bott
- Fabiana Bravo
- Sarah Brightman
- June Bronhill
- Gré Brouwenstijn
- Montserrat Caballé
- Maria Callas
- Mariah Carey
- Lina Cavalieri
- Charlotte Church
- Patrizia Ciofi
- Ileana Cotrubaş
- Victoria de los Angeles
- Emma Eames
- Geraldine Farrar
- Kirsten Flagstad
- Renée Fleming
- Florence Foster Jenkins
- Mirella Freni
- Amelita Galli-Curci
- Leyla Gencer
- Angela Gheorghiu
- Edita Gruberová
- Elisabeth Gruemmer
- Hilda Gueden
- Heather Harper
- Barbara Hendricks
- Gundula Janowitz
- Maria Jeritza
- Sena Jurinac
- Raina Kabaivanska
- Emma Kirkby
- Lotte Lehmann
- Jenny Lind
- Maria Malibran
- Waltraud Meier
- Nellie Melba
- Zinka Milanov
- Nelly Miricioiu
- Anna Moffo
- Carmen Monarcha
- Maria Müller
- Birgit Nilsson
- Jessye Norman
- Adelina Patti
- Lucia Popp
- Leontyne Price
- Ema Pukšec
- Ilma De Murska
- Amanda Roocroft
- Marijana Radev
- Elisabeth Rethberg
- Anneliese Rothenberger
- Bidu Sayão
- Elisabeth Schumann
- Elisabeth Schwarzkopf
- Beverly Sills
- Elisabeth Soderström
- Cleopatra Stratan
- Cheryl Studer
- Conchita Supervia
- Joan Sutherland
- Cso Szumi
- Kiri Te Kanawa
- Renata Tebaldi
- Luisa Tetrazzini
- Maggie Teyte
- Milka Trnina
- Eva Turner
- Dawn Upshaw
- Ma. Cristina "Kit" Viguilla-Navarro
- Galina Vishnevskaya
- Ljuba Welitsch
- Patricia Petibon

## Ismert férfi szopránok
- Blaskovics László
- Tomotaka Okamoto
- Simone Bartolini
- Jorge Cano
- Ouatu Florin Cezar
- Aris Christofellis
- Philippe Jaroussky
- Radu Marian
- Javier Medina
- Angelo Menzotti
- Jörg Waschinski
- Nicholas Clapton
- Vásáry André
- Radu Marian
- Ben Del Maestro